# Titularbistum Belali
Belali ist ein Titularbistum der römisch-katholischen Kirche.
Es geht zurück auf einen untergegangenen Bischofssitz in der gleichnamigen antiken Stadt, die in der römischen Provinz Africa proconsularis lag. Der Bischofssitz war der Kirchenprovinz Karthago zugeordnet.
| Titularbischöfe von Belali |                                         |                                                     |                  |                   |
| Nr.                        | Name                                    | Amt                                                 | von              | bis               |
| 1                          | Bernard Mels CICM                       | Apostolischer Vikar von Luluabourg (Belgisch-Kongo) | 10. März 1949    | 10. November 1959 |
| 2                          | Moisés Julio Blanchoud                  | Weihbischof in Río Cuarto (Argentinien)             | 13. Februar 1960 | 6. September 1962 |
| 3                          | Romeu Alberti                           | Weihbischof in São Paulo (Brasilien)                | 25. März 1964    | 22. Februar 1965  |
| 4                          | Peter Magoshiro Matsuoka                | emeritierter Bischof von Nagoya (Japan)             | 26. Juni 1969    | 4. Februar 1971   |
| 5                          | Heinrich von Soden-Fraunhofen           | Weihbischof in München und Freising (Deutschland)   | 3. Januar 1972   | 23. Juli 2000     |
| 6                          | José Horacio Gómez                      | Weihbischof in Denver (USA)                         | 23. Januar 2001  | 29. Dezember 2004 |
| 7                          | Carlos Alberto de Pinho Moreira Azevedo | Weihbischof in Lissabon (Portugal) Kurienbischof    | 4. Februar 2005  |                   |